# فرودگاه منطقه‌ای بیچ ریور
فرودگاه منطقه‌ای بیچ ریور (به انگلیسی: Beech River Regional Airport) یک فرودگاه همگانی بهره‌برداری هوایی است که یک باند فرود بتن دارد و طول باند آن ۱۸۲۹ متر است. این فرودگاه در کشور ایالات متحده آمریکا قرار دارد و در ارتفاع ۱۴۹ متری از سطح دریا واقع شده‌است.